# Feng Pao-hsing
Feng Pao-hsing (em chinês tradicional: 馮保興) (Taiwan, 18 de agosto de 1992) é um ex-futebolista e ex-jogador de futsal taiwanês que atuava como defensor e meio-campo. Jogou pela última vez no Taipower, e fez parte da Seleção do Taipé Chinês. 

## Carreira
Feng Pao-hsing iniciou sua carreira no NTCPE Taichung, onde jogou em 2005. No ano seguinte, transferiu-se para o Fubon Financial. Em 2007, defendeu o NSTC Tainan. Em 2008, Feng ingressou no Taipower, por onde atuou a maior parte de sua carreira, e tem seu último registro como jogador em 2013. Durante sua estadia no clube, o Taipower sagrou-se campeão da Copa do Presidnete da AFC, torneio continental que era promovido pela AFC. Feng foi um dos jogadores que participou da preparação da equipe para a copa, incluindo um período de treinamento de altitude no Nepal para adaptação às condições locais.

## Seleção nacional
Feng fez sua estreia pela seleção do Taipé Chinês em 22 de fevereiro de 2006, atuando como titular na derrota por 4 a 0 contra o Irã pelas eliminatórias para a Copa da Ásia de 2007. Pela fase preliminar do Campeonato de Futebol do Leste Asiático de 2008, marcou três gols, sendo dois deles contra Guam, e um contra Macau.
Em 13 de outubro de 2007, pela primeira fase das eliminatórias asiáticas da Copa do Mundo FIFA de 2010, participou nos dois jogos contra Uzbequistão, onde sua seleção perdeu por 11 a 0 no agregado. Após isso, participou de um amistoso em fevereiro de 2012 contra Hong Kong em que o clube foi derrotado por 5 a 1. E em 2013, fez sua última partida pela seleção em 2 de março, na derrota por 2 a 1 contra a Índia válida para as eliminatórias para a Copa Desafio da AFC de 2014.

### Futsal
Atuou também pelo futsal, jogando pelo Taipower no período de 2006 e 2007, e há registro de participação dele na equipe em 2014. E pela seleção nacional de futsal, há registros de convocação do jogador em 2006 e 2007.

## Títulos
Clubes
- Copa do Presidente da AFC: (1)

2011